# Kolej konna

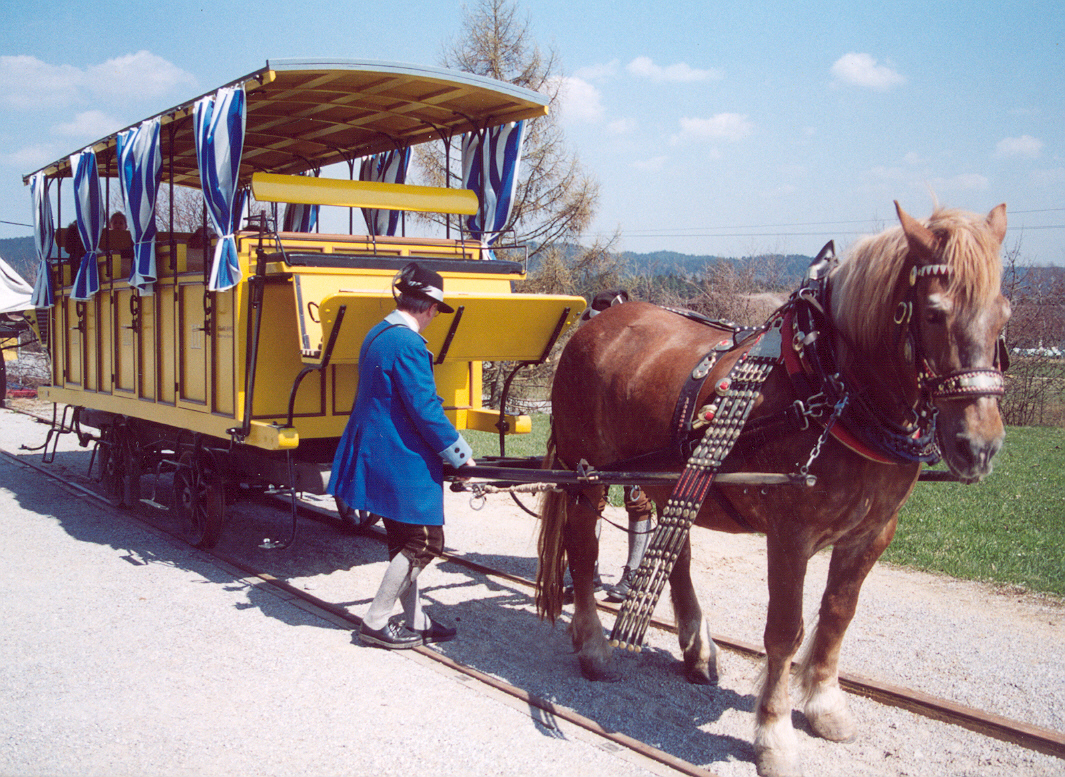
Zrekonstruowany wagon kolei konnej Linecko-Budziejowickiej na odbudowanym kilkusetmetrowym odcinku linii w Austrii

Kolej konna – kolej, w której środkiem trakcyjnym pozostaje koń.
Kolej konna była powszechnie stosowana w XIX i na pocz. XX w. w przemyśle, rzadziej w transporcie osób. Pierwszą publiczną koleją konną była otwarta w 1807 linia Oystermouth Railway, pomiędzy Swansea i Oystermouth w Walii (8,85 km). Przewozy pasażerskie rozpoczęto tam w 1808. W miarę rozwoju techniki, trakcja ta została wyparta, najpierw przez parową, a następnie elektryczną.